# Tratado das Três Águias Negras

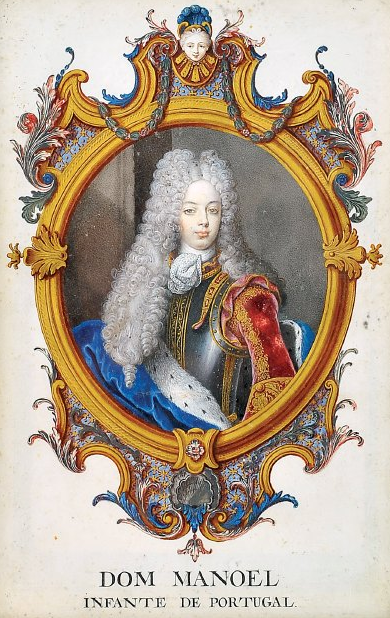
D. Manuel de Bragança, Infante de Portugal, candidato à coroa da Polónia-Lituânia.

O Tratado das Três Águias Negras (assim chamado porque os três signatários usavam águias negras nos respetivos brasões, por oposição à águia branca do Brasão de armas da Polônia) ou Tratado de Berlim (cidade onde o documento viria a ser assinado pela Prússia), foi um tratado secreto entre o Sacro Império (Casa de Áustria), o Império Russo e o Reino da Prússia.
Assinado primeiro entre a Rússia e a Áustria a 13 de setembro de 1732, a que se juntou a Prússia em 13 de dezembro desse ano, estava relacionado com a política conjunta destas três potências relativamente à sucessão no trono polaco, tendo em conta a morte esperada do rei Augusto II da Polónia (da Casa de Wettin) e, por outro, que a Polónia era uma monarquia eletiva sendo o monarca escolhido pela Sejm, assembleia da nobreza reunida especialmente para o efeito (ver Eleições reais na Polónia).

## o Tratado
As três potências acordaram que se oporiam a qualquer candidato da Casa de Wettin, bem como à candidatura pró-francesa do polaco Estanislau Leszczyński, sogro do rei Luís XV. Em vez disso, eles escolheram apoiar o infante  português Manuel de Bragança, irmão mais novo do rei D. João V e primo co-irmão do imperador, ou um membro da Dinastia Piasta.
O Tratado das três Águias Negras tinha vários objetivos. Nenhuma das três partes estava, de facto, envolvida no apoio ao infante português O acordo estipulava condições em que as três potências concordavam, nomeadamente o interesse comum de que o seu vizinho comum, a Comunidade Polaco-Lituana, não empreendesse quaisquer reformas que o pudesse fortalecer, e que o monarca que viesse a ser eleito deveria ser amigável com eles.
Para além do óbvio (aumentar a influência das três potência na Comunidade Polaco-Lituana), a Áustria e a Rússia também queriam impossibilitar uma aliança Franco-Prusso-Saxónica. Foi prometido à Prússia apoio às suas pretensões na Curlândia (atualmente no sudoeste da Letónia).

## Tratado de Löwenwolde
Entretanto, a situação política mudou rapidamente, e o Tratado das Três Águias Negras foi suprimido logo após ter sido formulado. Com a morte de Augusto II, em 1 de fevereiro de 1733, a Áustria e a Rússia afastaram-se do anterior tratado, que nunca fora ratificado pela Imperatriz da Rússia. O seu principal objetivo, a interrupção da aliança Franco-Prusso-Saxónica, já fora alcançada, pelo que se procurou o acordo de outras fações Polacas e Saxónicas. Assim, em 19 de agosto de 1733, a Rússia e a Áustria celebraram o Tratado de Löwenwolde com a Saxónia na pessoa do novo Príncipe-eleitor, Frederico Augusto II da Saxónia. Ao tratado foi dado o nome de um dos principais diplomatas envolvido nas negociações, o Russo Karl Gustav von Löwenwolde.[carece de fontes?]
Os termos do Tratado de Löwenwolde eram muito específicos. A Rússia deveria providenciar tropas para assegurar a eleição e coroação de Frederico Augusto, enquanto este, na sua nova qualidade de Rei da Polónia, deveria: (1) reconhecer Ana Ivanovna como Imperatriz da Rússia; (2) abandonaria as pretensões Polacas sobre a Livónia; e (3) continuaria sem se opor aos interesses  Russos na Curlândia. A Áustria recebia a promessa que o novo rei, Frederico Augusto, renunciaria a quaisquer pretensões à sucessão Austríaca e que respeitaria a Pragmática Sanção de 1713.

## Consequências
A Prússia autorizou a passagem do candidato francês, Estanislau Leszczyński, através do seu território, e continuou a opôr-se à eleição de Frederico Augusto. Quer a Áustria quer a Rússia declararam pública e antecipadamente que não reconheceriam Leszczyński caso ele viesse a ser eleito. Contudo, a assembleia da nobreza (Sejm) reunida em Wola prosseguiu e elegeu Estanislau Leszczyński a 12 de setembro de 1733, e a aleição foi anunciada pelo Inter-rei, o Primaz Teodor Andrzej Potocki.  Promessas diplomáticas e a chegada de tropas russas às portas de Varsóvia em 20 de setembro provocaram a convocação de uma outra legislatura, dirigida pelo Príncipe Miguel Serwacy Wiśniowiecki (Grande chanceler da Lituânia) e por Teodoro Lubomirski (Voivoda de Cracóvia) juntamente com o Bispo de Poznan, Estanislau Józef Hozjusz e o Bispo de Cracóvia, Jan Aleksander Lipski) que se reuniram noutra zona dos subúrbios de Varsóvia, onde realizaram um nova eleição, sob a proteção das tropas russas, escolhendo Frederico Augusto II da Saxónia, que se viria a tornar Augusto III da Polónia.
A interferência de diversas potências estrangeiras na eleição real polaca conduziu à Guerra da Sucessão da Polónia (1733–1738), entre Augusto III (apoiado pelos aliados estrangeiros Áustria e Rússia) contra Estanislau Leszczyński (apoiado pela França). A Prússia enviou, com alguma relutância, 10.000 soldados. Pelo Tratado de Viena, de 1738, que formalmente acabou com a Guerra, Estanislau Leszczyński renunciou às suas pretensões ao trono polaco. Leszczyński foi feito Duque da Lorena como compensação.

## Nome
Como referido, as três Águias Negras referem-se ao brasão de armas das três potências, que contrastavam com o Brasão polaco, composto por uma águia branca em campo de gules.[carece de fontes?]

Brasão do Império Russo
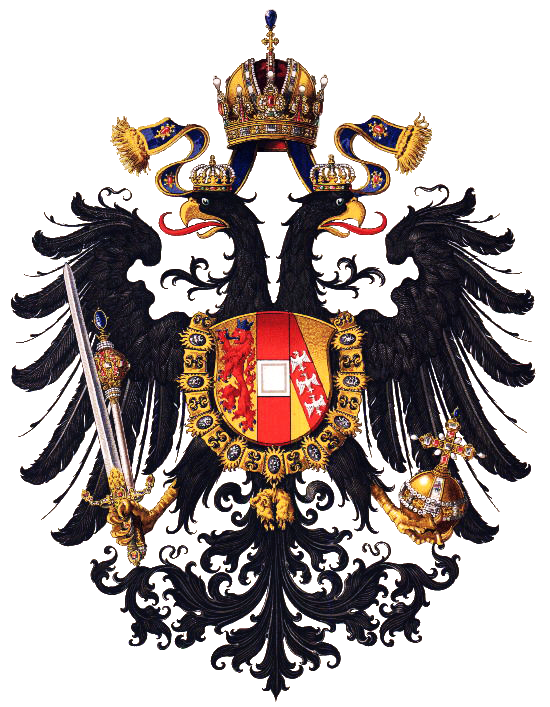
Brasão do Sacro Imperador Romano-Germânico (Casa de Áustria)
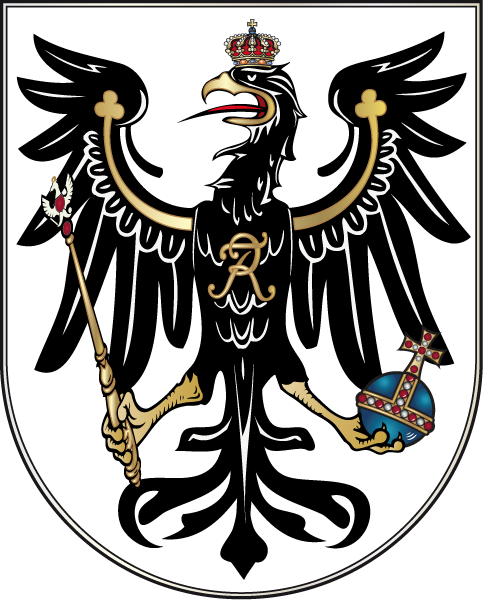
Brasão do Rei da Prússia
Brasão do Reino da Polónia, com a águia branca.